# TCA Ground
Der TCA Ground oder Tasmanian Cricket Association Ground ist einer von zwei First-Class-Cricketplätzen in Hobart, Tasmanien in Australien. Der Platz wird heute im Sommer für lokale Cricket-Wettkämpfe und im Winter für Australian Football genutzt.

## Kapazität und Infrastruktur
Das Stadion hat eine Kapazität von 8.000 Besuchern. Der Komplex verfügt neben dem Spielplatz über Outdoor- und Indoor-Trainingsbereiche. Im Jahr 2025 stellte die tasmanische Regierung dem Hobart Football Club 150.000 US-Dollar zur Verfügung, um den TCA Ground zu verbessern.

## Cricket
Dar Cricket-Platz wurde in den 1880er Jahren errichtet und war über lange Zeit neben dem NTCA Ground in Launceston das wichtigste Cricketstadion in Tasmanien und beherbergte die Tasmanian Cricket Association. Es diente somit auch als Austragungsstätte für First-Class-Cricket-Spiele von Tasmanien. Mit der Aufnahme von Tasmanien in den Sheffield Shield und den Gillette Cup während der 1970er Jahre, wechselten diese Funktionen zum Bellerive Oval. Seitdem dient es vorwiegend als Austragungsort für Club-Cricket-Begegnungen. Während dem Benson & Hedges World Series Cup 1984/85 bestritten hier Sri Lanka und die West Indies Cricket Team ein One-Day International.